# María Felicita López
María Felicita López ( San Isidro del Volcán, La Paz) es una indígena lenca, ambientalista, defensora de los derechos humanos de los pueblos indígenas Lenca y de los derechos de las mujeres hondureña. En 2022, obtuvo el Premio Europa de Derechos Humanos.

## Biografía
María Felicita López vivió con sus abuelos en la comunidad indígena de San Isidro del Volcán, del Departamento de La Paz (Honduras). Cuando cumplió los doce años empezó a trabajar como trabajadora del hogar en la ciudad de La Paz, es en esta ciudad cuando ella tuvo oportunidad de estudiar en una escuela nocturna, aquí aprendió a leer y escribir. Tras cinco años se volvió al pueblo con sus abuelos, se casó y fue madre de cuatro hijos. En este periodo se creó la organización Movimiento Independiente Indígena Lenca de La Paz Honduras para la defensa del río,  donde se implicó en su defensa, motivo por el que  sufrió  violencia, maltrato y discriminación. Participar en la defensa del río y del medio ambiente dentro de un colectivo le facilitó la formación necesaria par defender los derechos de la comunidad.
```
“Mientras tenga salud y mis ancestros me guarden, seguiré luchando por los derechos humanos, por los de las mujeres y las nuevas generaciones, por la justicia y dignidad del pueblo lenca”, dice en conversación con elDiario.es durante su visita en España tras participar en una charla organizada por las ONG Entreculturas y Alboan.
[
3
]
```

## Trayectoria activista
María Felicita López es parte de la Asociación de Comunidades Indígenas Lencas de La Paz en Honduras, es la coordinadora de los Derechos de las Mujeres del Movimiento Independiente Indígena Lenca de La Paz Honduras, coordina 24 consejos indígenas del municipio de Santa Elena, vocal del Consejo Indígena Lenca de Santa Elena (La Paz), también es la presidenta del Consejo Indígena Lenca de Santa Elena (La Paz) y corresponsal de Radio Progreso, la emisora del Equipo de Reflexión, Investigación y Comunicación.
Comenzó a trabajar en la defensa del medio ambiente en 2011 por la construcción de una central hidroeléctrica en el Río Chinacla en la comunidad de El Volcán en Santa Elena, La Paz.
En su activismo medioambiental ha tratado de defender los derechos de la comunidad frente a la explotación de la madera o concesiones hidroeléctricas y el control de los permisos ambientales para su explotación, ya que el Instituto de Conservación Forestal  ha otorgado estos permisos sin consultar a las comunidades y sin evaluar el impacto ambiental que estas actividades extractivas van a tener sobre las fuentes de agua de la comunidad. 
López es consciente de la precaria situación de las comunidades campesinas e indígenas, según las cifras de la Unidad Técnica de Seguridad Alimentaria y Nutricional en Honduras, cerca de 1,3 millones de hondureños enfrentan inseguridad alimentaria,  “Por todo esto, seguimos luchando para que se respete la dignidad de nuestros pueblos lencas, porque en Honduras, las empresas extractivistas ven a los pueblos originarios como mercancía”.
En el campo de los derechos de las mujeres y cómo coordinadora de MILPAH, María Felicita facilita acompañamiento a mujeres en casos de violencia y les proporciona formación mediante la realización de talleres.
Su trabajo defendiendo los derechos y la cultura indígena la mantiene esperanzada en conseguir que los hijos y las hijas puedan gozar de la Madre Naturaleza.

## Violencia
La actividad de María Felicita López no está exenta de riesgo, como la de los demás activistas medioambientales de Honduras, ya que en este país las personas defensoras del territorio se encuentran en un gran riesgo; reciben amenazas y ataques de empresas extractivas e hidroeléctricas y de las fuerzas de seguridad así como la difamación de las activistas.
Los ambientalistas en Honduras han sido víctimas de coerción, allanamiento de morada, confiscación ilegal de tierras, de la persecución, desaparición y desplazamiento forzado, además de asesinatos. 
La situación se agravó a partir del golpe de Estado contra Manuel Zelaya en 2009, cuando se afianzó el modelo extractivista y se aprobaron numerosas concesiones hidroeléctricas, mineras y madereras en territorios indígenas y campesinos sin una consulta previa e informada, violentando así títulos ancestrales y la autonomía de las comunidades indígenas, sin tener en cuenta el Convenio 169 de la OIT, que garantiza el derecho de estos pueblos a decidir sus propias prioridades en cuanto al proceso de desarrollo.
En el año  2015 el 22 de octubre, un grupo de 20 policías, 10 militares y 9 civiles allanaron tres casas de la comunidad, amenazaron a las mujeres y pegaron a los niños, una de estas casas era la suya. Este hecho la hizo más fuerte para luchar por sus derechos y los de su comunidad.
Desde el año  2015 ha estado defendida al ser beneficiaria de medidas cautelares decretadas por la Comisión Interamericana de Derechos Humanos (CIDH)
María Felicita López conoció a, la también líder indígena lenca, Berta Cáceres quién fue asesinada en 2016. 

## Premios y reconocimientos
- En 2021 fue galardonada con el Premio Carlos Escaleras, galardón que honra la memoria del ambientalista.
- En 2021 se estrenó un documental sobre su vida,  “…Y gritando voy a morir” de Luis Bruzón Delgado.[9]
- En 2022, la revista Forbes Centroamérica incluyó a María Felicita López entre las 14 mujeres más influyentes de Honduras y entre las 100 de Centroamérica.
- En 2022 recibió el Premio Europa de Derechos Humanos en  reconocimiento a la labor realiza en defensa de los derechos humanos, la tierra y el territorio y de los derechos de las mujeres lencas.[7]